# 미쓰기정
미쓰기정(御調町)은 히로시마현 미쓰기군에 존재했던 정이다. 2005년 3월 28일, 미쓰기군 무코시마정과 함께 오노미치시에 편입 합병되고, 폐지되었다.

## 역사
- 1955년 2월 1일 - 이치촌, 이마츠노촌, 오쿠촌, 카미가와베촌, 가와치촌, 스가노촌 등 6개 촌 및 모로타촌의 일부 등이 합병, 미쓰기정이 성립하였다.
- 2005년 3월 28일 - 미쓰기정 및 무코시마정이 오노미치시에 편입되고 폐지되었다.

## 교통

### 도로
- 국도 제184호선
- 국도 제486호선 (일본)(일본어판)